# We Are the Ones
Il 29 febbraio 2008, will.i.am pubblica un'altra canzone su Dipdive su Barack Obama, intitolata We Are The Ones.
Il video, come Yes We Can è in collaborazione con vari attori e cantanti, ma questo è basato sulle opinioni di Obama e verso la fine si sente Obama parlare.

## Collaborazioni ed apparizioni
- - 0:09
- Jessica Alba - 0:22
- Adrianne Palicki - 0:31
- - 0:32
- Ryan Phillippe - 0:34
- Susanna Hoffs- 0:38
- - 0:38
- Regina King - 0:39
- - 0:42
- - 0:45
- Kerry Washington- 0:49
- Will.i.am - 0:49
- Taboo- 0:50
- - 0:51
- Macy Gray - 0:56
- Ryan Key degli Yellowcard - 0:57
- Malcolm Jamal Warner - 0:59
- - 1:02 (holding picture of Barack Obama)
- Freddy Rodríguez- 1:05
- John Leguizamo - 1:09
- - 1:10
- Nate Parker - 1:10
- Jesse Plemons - 1:11
- - 1:13
- Macy Gray - 1:13
- - 1:16
- - 1:16
- - 1:19
- - 1:30
- - 1:33
- - 1:33
- Tyrese Gibson- 1:50
- Eric Mabius- 2:00
- George Lopez - 2:04
- Luis Guzmán - 2:08